# Cardiac Move
Cardiac Move ist eine österreichische Rockband, die durch die Teilnahme und den Sieg beim Bandwettbewerb „Soundcheck“ des Radiosenders Ö3 bekannt wurde.

## Bandgeschichte

### Frühe Anfänge (2002–2007)
Nachdem einige der Gründungsmitglieder der Band gemeinsam die Schule besuchten, formierten sie im schuleigenen Bandraum die Band „Lemonhead“. Dieser Name wurde aber nach nur drei Monaten auf „Cardiac Move“ geändert, da er zu sehr an die bekannte US-Band „The Lemonheads“ erinnerte. Die ersten lokalen Live-Auftritte waren von Erfolg gekrönt und die Band machte sich schnell im Umkreis von Salzburg einen Namen als junge Pop-Hoffnung – dies nicht zuletzt dank einiger Bandwettbewerbe, in denen die Band die Jury stets mit ihrer Live-Performance beeindrucken konnte, eine Top-Platzierung blieb jedoch aus. Nach zwei EPs (Head Over Heels und Head Over Heels Limited Special Edition) und einer stets wachsenden Fanbase wurde dann 2006 der deutsche Hitproduzent Franz Plasa (Echt, Selig uvm.) auf die junge Band aufmerksam. Dieser holte sie wenig später für die Aufnahme von drei Songs nach Hamburg in die Home-Studios. Einer dieser Songs (Running In Your Mind) sollte den fünf Musikern später den Weg in die Charts ebnen.

### The Sixth Seal - Erste Charterfolge (2008–2010)
Als 2008 die Teilnahme zum größten österreichischen Bandwettbewerb (Ö3 Soundcheck) beworben wurde, meldete sich die Band mit dem Song „Running In Your Mind“ an. Der Wettbewerb wurde gewonnen und ein Major-Plattenvertrag unterzeichnet. Ab November 2008 stand Cardiac Move bei Sony Music unter Vertrag, wo ihre erste Single „Running in Your Mind“ am 28. November 2008 veröffentlicht wurde. Diese stieg im Dezember 2008 auf Platz 11 der österreichischen Charts ein. Die Folge-Single „Head over Heels“ kam Ende Juni 2009 auf den Markt (VÖ 26. Juni 2009). Mit „The Sixth Seal“ erschien am 9. April 2010 das Longplay-Debüt der Band. Insgesamt wurden mit „Fishermen“ (VÖ 1. März 2010) und „What I Feel“ (VÖ 16. Juli 2010) vier Singles von „The Sixth Seal“ ausgekoppelt. Zwischenzeitlich hatte die Band ihren Fans noch eine eigene Christmas-Version ihres späteren Albumsongs „This Could Be“ zum (Weihnachts-)Geschenk gemacht und ab 29. November 2009 zum kostenlosen Herunterladen über die offizielle Website angeboten. Im Rahmen der Albumpromotion spielten sie als Vorgruppe für Die Ärzte, Amy Macdonald, Switchfoot, Reamonn, ICH+ICH, Kid Rock und Snow Patrol. Im Februar 2009 wurden Cardiac Move mit dem Austrian Newcomer Award ausgezeichnet.

### Arbeiten am zweiten Longplayer und Konzerthighlights (2011–2013)
Im Februar 2011 begannen die Aufnahmearbeiten zum zweiten Longplayer in Los Angeles (CA) mit Robert Carranza bei Brushfire Records. Ein erster Vorbote des neuen Werks war die Single „Woman Of Samaria“ (VÖ 18. Januar 2013), die in Österreich auf dem hauseigenen Label „Spotstone Records“ erschienen ist. Diese Single sowie der Song „We Are“ (ebenfalls auf Spotstone Records) waren nur online erhältlich. Im Juni 2013 wurde der Song Fishermen zu einer der vielen Hymnen des Weltjugendtages in Brasilien ausgewählt, womit die Band die Einladung bekam diesen auch live in Rio de Janeiro vor einem Millionenpublikum zu präsentieren. Der 25. August 2013 datiert somit den größten Liveauftritt in der Bandgeschichte von Cardiac Move. Im Abspann des Papstbesuches in Rio spielte die Band vor geschätzten 700.000 - 1.000.000 Menschen. Damit wurde der bandinterne Rekord übertroffen, der nur einige Tage davor mit 100.000 Zuhörern beim Halleluya-Festival aufgestellt wurde.

### The Larchmont Sessions - Zweiter Longplayer (2014-jetzt)
Im Frühjahr 2015 wurde der zweite Longplayer „The Larchmont Sessions“ (VÖ 13. März 2015) zum 13-jährigen Bestehen von Cardiac Move veröffentlicht. Neben der schon traditionell engen Zusammenarbeit mit Sunshinemastering in Wien wurde „The Larchmont Sessions“ großteils in Los Angeles unter der Regie von Robert Carranza produziert (u. a. Jack Johnson, Matt Costa). Shane D. Wilson (u. a. Switchfoot) in Nashville zeichnet für die Mixes verantwortlich. Das Mastering übernahm Joe LaPorta (u. a. Muse, Kings Of Leon, Imagine Dragons) und Randy Merrill von Sterling Sound in New York. „So good“ (VÖ 13. Februar 2015) ist die erste Singleauskopplung ihres zweiten Longplayers.
Mit der zweiten Single "Nothing To Lose" bekam Cardiac Move wieder Airplay auf Hitradio Ö3 und brachte zusätzlich ein Musikvideo heraus, an dem Top Model Iris Strubegger mitwirkte. Weitere Singleauskopplungen von „The Larchmont Sessions“ und die Veröffentlichung eines deutschsprachigen Songs wurden angekündigt.

## Diskografie
EPs
- 2004: Head over Heels (3 Tracks)
- 2005: Head over Heels Special Limited Edition (7 Tracks)

Alben
- 2010: The Sixth Seal
- 2015: The Larchmont Sessions

Kompilationen
- 2009: Ö3 Greatest Hits Vol. 44 („Running in Your Mind“)
- 2009: Ö3 Greatest Hits Vol. 47 („Head Over Heels“)
- 2010: Ö3 Greatest Hits Vol. 50 („Fishermen“)

Singles
- 2008: Running in Your Mind
- 2009: Head over Heels
- 2010: Fishermen
- 2010: What I Feel
- 2013: Woman of Samaria
- 2013: We Are
- 2015: So Good
- 2015: Nothing to Lose

## Musikvideos
- 2008: Running in Your Mind
- 2010: Fishermen
- 2010: What I Feel
- 2013: Woman of Samaria
- 2015: So Good
- 2015: Nothing to Lose

## Auszeichnungen
- 2008: Gewinner Ö3 Soundcheck
- 2009: Gewinner Austrian Newcomer Award